# Gaertnera paniculata
Gaertnera paniculata är en måreväxtart som beskrevs av George Bentham. Gaertnera paniculata ingår i släktet Gaertnera och familjen måreväxter. Inga underarter finns listade i Catalogue of Life.